# Андижансай
Андижанса́й (узб. Andijonsoy/Андижонсой) — канал в Кургантепинском, Джалакудукском и Андижанском районах Андижанской области Узбекистана. Часто именуется рекой, географ А. Л. Рейнгард характеризует Андижансай (вместе с Шахрихансаем) как искусственно образованную реку, в связи с созданием канала для неё.
Питается водами реки Карадарьи.

## Гидрографическая характеристика
Общая длина Андижансая составляет 76,7 км, пропускная способность равна 45,0 м³/с. Скорость течения в районе железнодорожной станции Андижан-Южный составляет 0,5 м/с.
Андижансай является древним каналом, его создание относят ко II тысячелетию до нашей эры. Он проходит по долине, поперечно прорезающей Андижанские адыры. С. Богатырёв указывает, что корень -сай в названии каналов обозначает строительство на базе староречий и сухих русел. По участку современной долины Андижансая ранее протекала естественная река Акбура, русло которой впоследствии стало соединяться с каналом (в настоящее время Акбура иссякает выше по течению). В связи с тектоническим поднятием за время существования водотока, Андижансай разработал долину с тремя террасами.
На предустьевом участке Андижансай функционирует как самостоятельная река, мало зависящая от водозабора из Карадарьи. Здесь Андижансай не пересыхает даже при перекрытом шлюзе головного сооружения и никогда не замерзает (на самой Карадарье возможно кратковременное образование льда вдоль берегов).

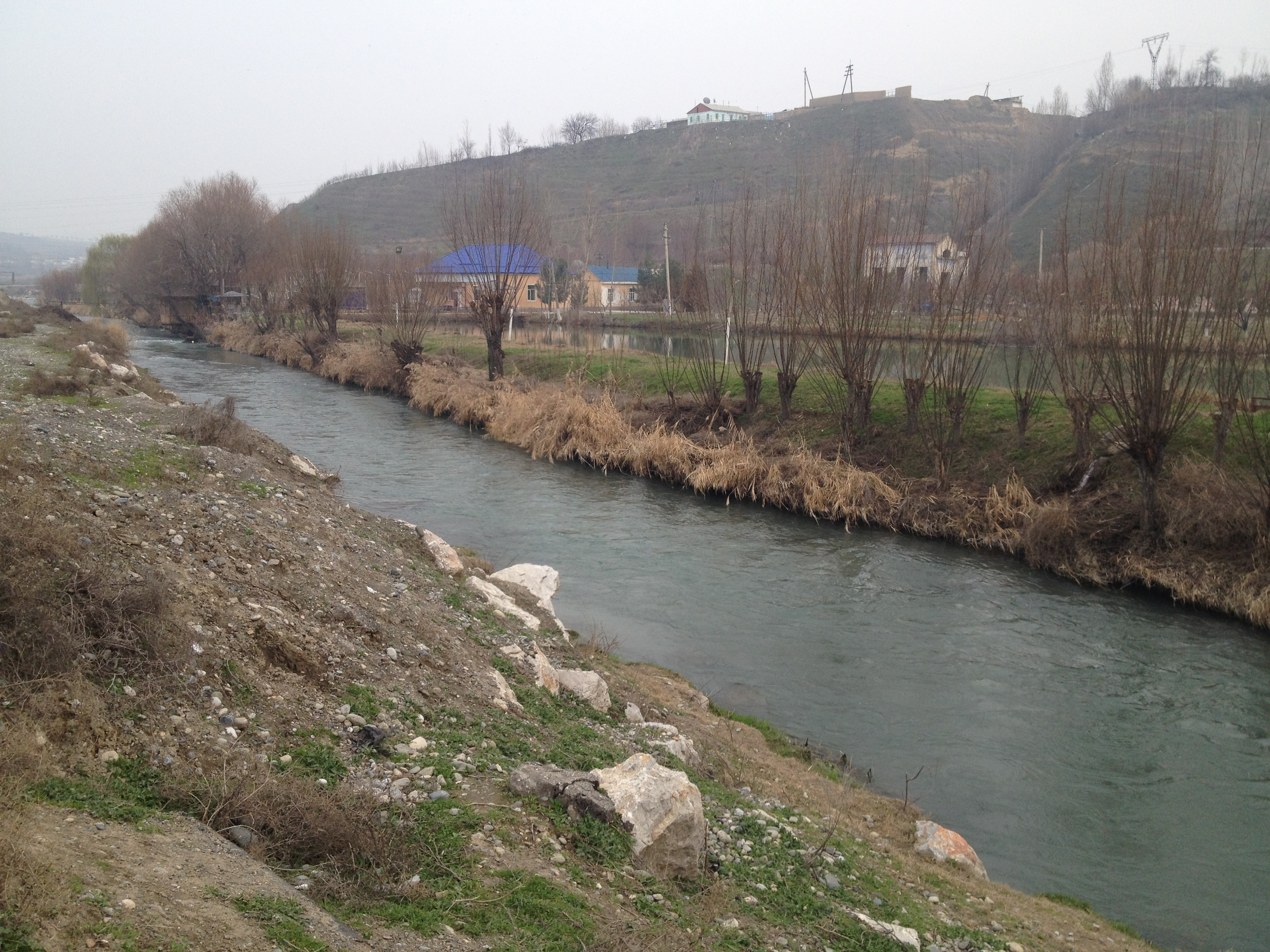
Андижансай на восточной окраине города Андижан. Виден южный склон долины

## Течение канала
Андижансай берёт начало от Кампырраватской плотины, перегораживающей реку Карадарью с образованием Андижанского водохранилища, на высоте около 800 м.
Канал течёт в общем западном направлении, выше города Андижан поворачивает на северо-запад и далее проходит по территории города в северном направлении. Ниже города вновь ориентируется на запад, оставшиеся в русле воды вскоре сбрасываются в Большой Ферганский канал, на высоте около 460 м.

## Хозяйственное использование
Андижансай обеспечивает водоснабжение посевов в Кургантепинском, Джалакудукском, Андижанском и Алтынкульском районах Андижанской области. Кроме того, в городе Андижане воды канала используются на нужды Андижанского биохимического завода и для полива цветников.
Из Андижансая берут начало около 10 сравнительно крупных каналов, такие как Ишкал, Джурабай, Дехкан, Янги-Кутарма, Катартал, Кокгумбаз, Хотан, Кошарык, Деривационный, и около 30 мелких. По течению построено 6 крупных водораспределительных сооружений, из них 3 оборудованы телемеханическими системами. Для забора воды на орошение посевов действуют ряд насосов, в том числе на территории города Андижана (массив Ёмонадир).